# Ramon Ferrer i Garcés
Ramon Ferrer i Garcés (Aitona, Segrià, 18 d'octubre de 1803 — Barcelona, 1 de gener de 1872) fou un metge i polític català.

## Biografia
Fou fill del cirurgià Antoni Ferrer i Castro i de Ramona Garcés, ambdós lleidatans, i germà de l'advocat i polític republicà Miquel Ferrer i Garcés. El 1831 es doctorà en medicina a la Universitat de Cervera i milità a les files del Partit Progressista. El 1834 va obtenir la càtedra de Patologia i Medicina Operatòria del Col·legi de Cirurgia de Barcelona i va donar suport a les bullangues de juliol de 1835, tot encoratjant els seus alumnes a allistar-se a les milícies rebels, raó per la qual fou deportat un temps a l'Havana. Fou elegit diputat a les eleccions a Corts espanyoles de 1836 i 1839 per les circumscripcions de Lleida i Barcelona respectivament, i alcalde de Barcelona pel Partit Progressista entre gener i novembre de 1841 i entre setembre i novembre de 1854. Durant el seu mandat defensà l'enderrocament de les muralles.
De 1845 a 1872 fou el primer catedràtic de medicina legal, toxicologia i higiene pública de la Universitat de Barcelona. També fou president de l'Ateneu Català el 1863 i vicepresident de l'Acadèmia de Medicina de Barcelona (1853-1854). Va escriure alguns treballs mèdics de referència.

## Obres
- Consideraciones sobre el estudio práctico de la cirujía (1839)
- Fragmento Toxicológico (1846)
- Tratado de medicina legal (1848).